# Trättjärnen (Norra Råda socken, Värmland)
Trättjärnen är en sjö i Hagfors kommun i Värmland och ingår i Göta älvs huvudavrinningsområde.